# Fabian Broghammer
Fabian Broghammer (Heppenheim, 1990. január 14. –) német labdarúgó, az  SV Wiesbaden 1899 középpályása.

## Pályafutása

### A válogatottban
A német ifjúsági labdarúgó-válogatottakben (az U17-ben, az U18-ban és az U19-ben) játszott, összesen 17 alkalommal lépett pályára. Tagja volt annak a német keretnek, amely harmadik helyen végzett a 2007-es U17-es labdarúgó-világbajnokságon.